# Indiexpo
Indiexpo est un service d'hébergement Internet uniquement pour des jeux vidéo gratuits (en navigateur et en client téléchargeable) avec des fonctionnalités sociales. Le site initial est lancé le 1er mars 2011 uniquement en Italie pour héberger des jeux indépendants développés à l'aide de RPG Maker et GameMaker. Il est traduit en plus de 20 langues et héberge des jeux de tous genres.

## Histoire

### Travaux précoces (2011—2015)
Le développement d'Indiexpo commence en 2011 avec une première version intitulée freankexpo.net, annoncée sur le principal forum italien sur RPG Maker. Il comprenait uniquement un système de compte public et des jeux, téléchargés directement par les créateurs. Il n'a été partagé que dans les communautés italiennes de développeurs de jeux, surtout sur RPG Maker et GameMaker. Il a été rapidement traduit en anglais en mai 2011, en allemand en septembre 2011, en français en avril 2012 et en espagnol en novembre 2012, directement par les premiers joueurs et développeurs de jeux qui utilisaient le site.
Au cours de l'année 2013, le site grandit rapidement et de nombreux jeux indépendants sont téléchargés développés à l'aide d'autres moteurs de jeux, tels que Unity 3D, Unreal Engine et Construct. La principale zone du site était le Game Chart, avec tous les jeux classés par notation. Les jeux hébergés sont pour tous les types de systèmes d'exploitation et considérés comme l'un des principaux sites pour télécharger des jeux gratuits pour Linux.

### Recodage (2016—2018)
En janvier 2016, le site a été entièrement recodé et titré Indiexpo, devenant un portail de jeux avec de nombreuses nouvelles fonctionnalités et un nouveau design. Indiexpo commence à accepter des jeux HTML5 basés sur le navigateur pour le téléchargement en février 2016 et en mars 2016, une zone consacrée aux événements a été ouverte. En septembre 2016, les hashtags ont été ajoutés pour utiliser dans les descriptions ou les commentaires des jeux, de nouveaux tableaux et de nouvelles statistiques de jeux. Au mois d'août 2016, les tests de l'API iIndiexpo ont commencé, permettant aux jeux de s'intégrer au site pour créer un tableau de bord en ligne personnel.
Inspiré par Ready Player One, il commence à créer une chasse aux œufs pour les joueurs utilisant le système de tableau de bord. En juin 2017, une fonctionnalité « Intégration » a été ajoutée pour intégrer des jeux HTML5 basés sur le navigateur sur ses propres blogs ou sites web, avec un système similaire à YouTube. En 2017, il est également utilisé par des développeurs de jeux célèbres qui se rapprochaient des communautés de jeux indépendants, tels que Mario Marquardt, l'un des auteurs de Assassin's Creed: Chronicles et Pierre Leclerc, développeur chez Electronic Arts. En mars 2018, le premier jeu est publié en exclusivité sur Indiexpo et les algorithmes d'apprentissage automatique ont été améliorés pour aider à briser les préjugés des joueurs et à trouver des jeux qu'ils n'auraient peut-être pas choisis en premier. Pour ce faire, il examine les jeux joués, plutôt que de se fier à de larges genres pour faire ses prévisions.

### Notoriété (depuis 2019)
En 2019, le site web est traduit en plus de 20 langues, y compris le japonais, le russe, le chinois et le coréen. Par la suite, il commence à devenir populaire en Indonésie et à Singapour. Une jeune équipe y télécharge son jeu, Escape from Nakara, et reçoit beaucoup d'attention de sites et de blogs sur les jeux indépendants,. Ensuite, le site était également la première plateforme de jeux à être traduite en persan en 2020.

## Fonctionnalités

### Apprentissage automatique
Indiexpo a développé et maintient un système de recommandation de jeux personnalisé étendu basé sur les notes, commentaires et activités des joueurs.

### indiepad
En 2017, l'application Android intitulée Indiepad a été publiée pour jouer aux jeux hébergés sur Indiexpo en utilisant le smartphone comme manette de jeu. Il a reçu beaucoup de soutien dans les communautés Construct. La particularité de ce système est sa simplicité d'implémentation pour le développeur. Aucune modification de jeu n'est requise, il suffit de l'activer et de le configurer lors du téléchargement du jeu vidéo sur le site. Il est indiqué pour les sessions multijoueur locales, permettant jusqu'à quatre joueurs simultanés.

### indiexpo Doodle
Semblable à Google Doodle, l'Indiexpo Doodle est une modification temporaire spéciale du logo de la barre de recherche d'Indiexpo destinée à commémorer les événements, les réalisations et les figures historiques importantes du secteur des jeux vidéo. Par exemple, le logo a été modifié lors du dernier tournoi de chess mondial, au début de la dernière saison de Game of Thrones, à l'occasion de l'anniversaire d'Atari et de Pac-Man, pour commémorer Ironman dans le film Avengers: Endgame et pendant la dernière saison de L'Attaque des Titans.

## Événements et campagnes Kickstarter
Au cours d'événements italiens pour célébrer le travail des développeurs indépendants italiens, Indiexpo rejoint en tant que partenaire média pour créer un espace avec de nouveaux jeux indépendants réalisés par des développeurs italiens.
Indiexpo a beaucoup aidé les petites équipes avec leurs campagnes sur Kickstarter. Les plus significatives étaient Landflix Odyssey, Ayo the Clown,, Justin Wack and the Big Time Hack,, Out of the Hat et Freud's Bones''.